# Spiegel im Spiegel
Spiegel im Spiegel (en alemany, Mirall(s) en el mirall) és una composició d'Arvo Pärt escrita el 1978, just abans de la seva sortida d'Estònia. La peça és en l'estil tintinnabuli i aproximadament dura uns deu minuts.

## Descripció
La peça va ser escrita en un principi per a piano sol i violí – encara que el violí sovint ha estat reemplaçat per un violoncel o una viola. També existeixen versions per a contrabaix, clarinet, trompa, fliscorn, flauta, oboè, fagot, trombó, i percussió. La peça és un exemple de música minimalista.
La peça és en fa major en un temps de 6/4, amb el piano que juga augmentant les tríades negres i el segon instrument que juga lentament amb les escales de fa major, alternativament augmentant i baixant, de longitud creixent, el qual tots acaben en la nota la (la mediant de fa). La mà dreta del piano també toca notes sincronitzada amb el violí (o l'altre instrument).
"Spiegel im Spiegel" en alemany literalment pot significar tant "mirall en el mirall" així com "miralls en el mirall", i es refereix a un mirall infinit, el qual produeix una infinitat d'imatges que es reflecteixen en paral·lel: les triades tòniques es repeteixen amb petites variacions petites com si es reflectissin enrere i endavant. L'estructura de melodia és feta per un parell de frases que es caracteritzen per l'alternança entre moviments ascendents i descendent amb la nota la com a recolzament. 

## Adaptació
La peça ha estat utilitzada per la televisió, el cinema i el teatre, incloent:

### Pel·lícula
| Any  | Tipus      | Títol                                           | Director                        |
| ---- | ---------- | ----------------------------------------------- | ------------------------------- |
| 1996 | Pel·lícula | Mother Night                                    | Keith Gordon                    |
| 2001 | Pel·lícula | Dins Elogi d'Amor                               | Jean-Luc Godard                 |
| 2001 | Pel·lícula | The Officers' Ward                              | François Dupeyron               |
| 2001 | Pel·lícula | Wit                                             | Mike Nichols                    |
| 2002 | Pel·lícula | Gerry                                           | Gus van Sant                    |
| 2002 | Curt       | Dans le Noir du Temps                           | Jean-Luc Godard                 |
| 2002 | Pel·lícula | Heaven                                          | Tom Tykwer                      |
| 2002 | Pel·lícula | Soldados de Salamina                            | David Trueba                    |
| 2002 | Pel·lícula | Enduts per la marea                             | Guy Ritchie                     |
| 2002 | Pel·lícula | On the Occasion of Remembering the Turning Gate | Hong Sang-soo                   |
| 2004 | Pel·lícula | Dear Frankie                                    | Shona Auerbach                  |
| 2005 | Pel·lícula | Time to Leave                                   | François Ozon                   |
| 2005 | Documental | Auschwitz: The Nazis and 'The Final Solution'   | Laurence Rees i Catherine Tatge |
| 2008 | Pel·lícula | Elegy                                           | Isabel Coixet                   |
| 2011 | Pel·lícula | Burning Man                                     | Jonathan Teplitzky              |
| 2011 | Pel·lícula | This Must Be the Place                          | Paolo Sorrentino                |
| 2011 | Documental | The Umbrella Man New York Times Op-Docs         | Errol Morris                    |
| 2013 | Pel·lícula | About Time                                      | Richard Curtis                  |
| 2012 | Tràiler    | Silent House                                    |                                 |
| 2013 | Tràiler    | Gravity                                         | Alfonso Cuarón                  |
| 2013 | Pel·lícula | The East                                        | Zal Batmanglij                  |
| 2013 | Pel·lícula | Movie 43                                        | Peter Farrelly i altres         |
| 2014 | Pel·lícula | The Way He Looks                                | Daniel Ribeiro                  |
| 2015 | Pel·lícula | La tête haute                                   | Emmanuelle Bercot               |
| 2017 | Pel·lícula | Foxtrot                                         | Samuel Maoz                     |
| 2017 | Pel·lícula | Novitiate                                       | Maggie Betts                    |

### Dansa
- David Nixon Dràcula va actuar pel Ballet Del nord (Regne Unit, 2009)
- Pilobolus' Presses en una escena choreographed utilitzant cadires. (ENS, 2007)
- Christopher Wheeldon 2005 ballet Després de la Pluja, part dos (Pärt "Tabula Rasa" és la puntuació per separar un)
- John Neumeier ballet Othello (1985), el central pas de deux (Pärt "Tabula Rasa" és la puntuació per separar dos)
- Estores Ek el fum actuat per Sylvie Guillem i Niklas Ek (1995)
- El desig de Stephen Molins actuat per Ballet Austin (1998)

### Teatre
- La producció de Nova York d'Eurydice, de Sarah Ruhl (2007)
- La producció venezolana 120 vidas x minuto, de Gustavo Ott (2007)
- La producció txeca Zapomenuté světlo, de Jakub Deml
- La producció francesa The Glass Menagerie (Tennessee Williams) de Daniel Jeanneteau (2016)[1]
- La producció canadenca de Othello, de Shakespeare, que va dirigir Ian Farthing al St. Festival de Shakespeare del Lawrence (2012)

### Televisió
- El documental de BBC Tocat per Auschwitz (2015)
- El teatre de BBC Hattie (2011)
- El RTS (Radiofònic i Televisió de Sèrbia) i documental de producció Colossal "Izgubljeni orden" (La Medalla perduda) (2010)
- La BBC Delinqüent de sèrie televisiva Justice (2009)
- Sigui també utilitzat en un 2008 episodi del teatre mèdic britànic Casualty, quan caràcter Ruth Winters va intentar suïcidi, i un altre cop dins gener 2010 quan el fill d'Adam Trueman, Harry Trueman, mor després d'un accident de cotxe. Sigui reused en el seu espín-fora mostrar Holby Ciutat dins desembre 2016 quan Jac Naylor era operat damunt arran del seu quist ovàric rupturing.
- L'estació dos episodi de Sobrenatural titulat "Quin és i Què Mai Hauria de Ser" (2007)
- La BBC dramatisation d'Elizabeth Gaskell és 'Del nord & Del sud' (2004) – tema pel tancament d'estació de ferrocarril romàntic-escena
- La BBC Segle documental del Self (2002) per Adam Curtis
- El documental de BBC John Steinbeck: Veu d'Amèrica (2011) per Melvyn Bragg
- La GUINEU episodi de Simpson d'espectacle televisiu 534 Yolo (2013)
- El RTÉ Notícia, en Eve de l'any Nou, al final d'edicions de notícies com a memoriam a víctimes de morts de trànsit de la carretera durant l'any[cal citació]
- El Carlton sèrie "El Costat Incorrecte de l'Arc de Sant Martí" (2001)
- El S4C teatre televisiu "Gwaith Cartref" (2015).

### Esport
- Ballarins de gel dels EUA Maia Shibutani i Alex Shibutani en el seu ball lliure Evolution for the season 2016-17.

## Enregistraments
Pärt ell mateix va fer un enregistrament per l'ECM New Series album titulat Alina, que va enregistrar el juliol de 1995 i publicat el 1999. Inclou dues variacions de Für Alina per la pianista Alexander Malter, i tres versions de Spiegel im Spiegel (per a piano i violí, violoncel, i violí, respectivament). Segons les notes de la ressenya, les dues versions, amb algunes “improvisacions”, van se seleccionades per Pärt d'un enregistrament que va durar diverses hores. Les dues versions sorprenentment difereixen en l'ús del rubato i en l'ús de l'octava baixa si. Totes les versions estan lleugerament per sota dels onze minuts.